# Glasenuhr

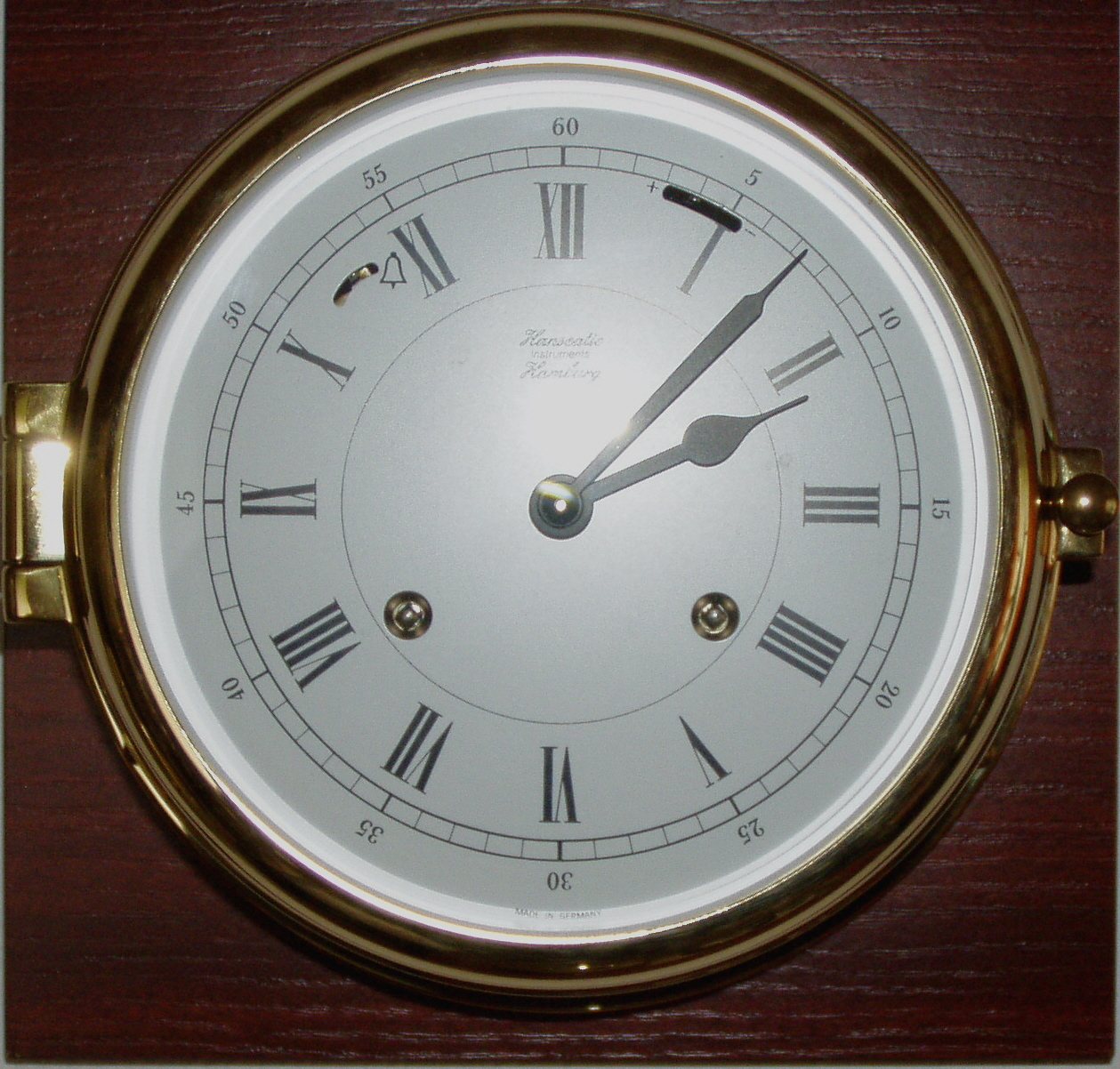
Mechanische Glasenuhr

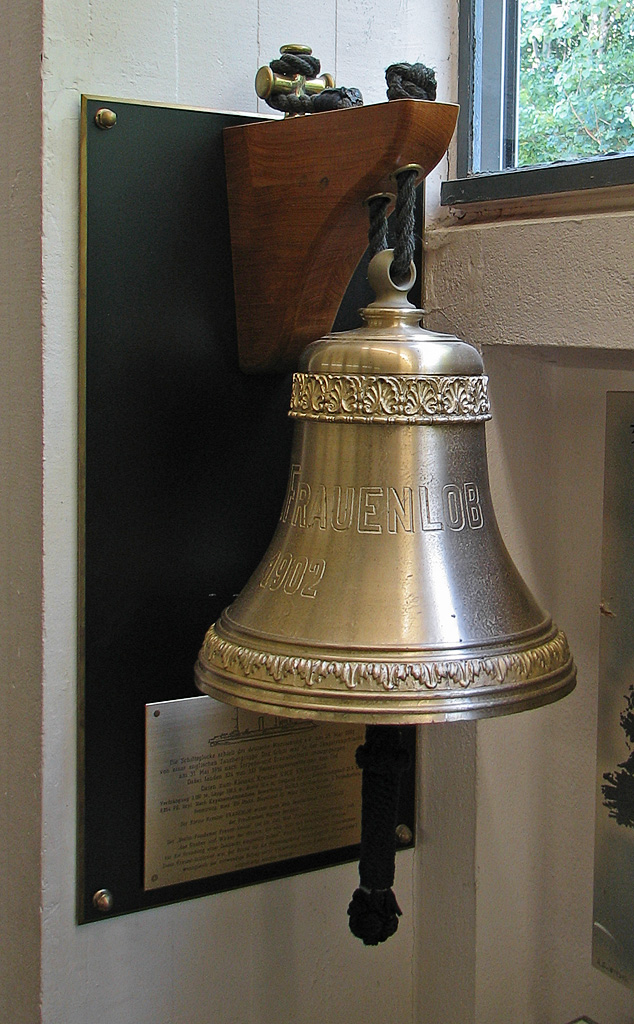
Schiffsglocke des deutschen Kleinen Kreuzers Frauenlob

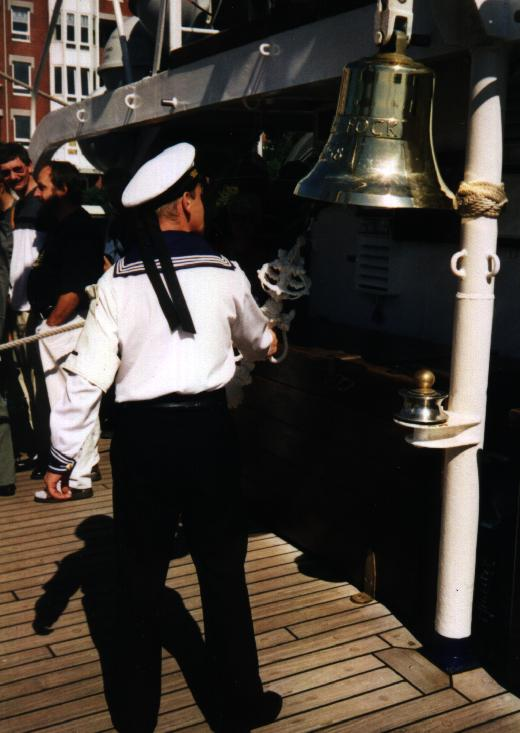
Schiffsglocke auf dem deutschen Segelschulschiff Gorch Fock

Die Glasenuhr gibt in der Seefahrt durch akustische Signale (Glasen) die Wachzeiten an.
Die Bezeichnung Glasen für die Zeitrechnung auf Seeschiffen leitet sich von den gläsernen Sanduhren (Stundenglas) her, die vor der Erfindung des Chronometers zur Zeitbestimmung an Bord dienten. Dabei handelte es sich um ein Halbstundenglas und ein Vierstundenglas. Das Ablaufen und Umdrehen des Halbstundenglases wurde durch Anschlagen der Schiffsglocke angezeigt, wobei die Anzahl der Schläge gleich der Häufigkeit des Umwendens war. Diese Zählweise ging bis Acht, also entsprechend einer Wache und begann dann erneut mit dem Wenden des Vierstundenglases. Die entsprechenden Zeitangaben sind „acht Glasen“ (Wachbeginn), „ein Glasen“, „zwei Glasen“, – , „sieben Glasen“ bis wiederum „acht Glasen“ (Wachende).
Aus Tradition und aus praktischen Erwägungen hat man den Glasenschlag auf vielen Schiffen beibehalten. Die deutsche Marine glaste bis 2016 aber nur noch auf dem Segelschulschiff Gorch Fock.
Der Glasenschlag bzw. das Umdrehen der Sanduhr wird vom Wachhabenden an der Schiffsglocke für alle hörbar in einem festgelegten Rhythmus angeschlagen. Jede volle Stunde ist ein Doppelschlag, jede halbe Stunde ein einzelner Schlag. Wenn man beispielsweise nachmittags zwei Doppelschläge und einen einzelnen Glockenschlag hört (= fünf Glasen), dann ist es entweder 14:30 oder 18:30 Uhr.
Hört man vier Doppelschläge, also acht Glasen, ist es auf vielen Schiffen immer noch Zeit für den Wachwechsel. Zwei bis drei Wachschichten wechseln sich bei der Arbeit ab. Auf deutschen Schiffen werden traditionell drei Wachdienste gefahren. Nach vier Stunden Wache folgen acht Stunden Freiwache.
Acht Glasen für das Ende einer Wache gilt in der Seefahrt auch als Symbol des Übergangs vom Leben zum Tod, weswegen dieser Terminus und der viermalige Doppelschlag einer Schiffsglocke oft beim Tod und der Bestattung eines Seemanns und zum Gedenken Verwendung findet.
Auf im Hafen liegenden Schiffen wird nicht geglast. Doch es gibt Ausnahmen: Die Kieler Woche wird mit dem achten Glasenschlag der Gorch Fock jährlich am vorletzten Samstagabend im Juni gestartet.
| Wache                                                    | Crew | Glasenschläge – Rhythmus – Uhrzeit | Glasenschläge – Rhythmus – Uhrzeit | Glasenschläge – Rhythmus – Uhrzeit | Glasenschläge – Rhythmus – Uhrzeit | Glasenschläge – Rhythmus – Uhrzeit | Glasenschläge – Rhythmus – Uhrzeit | Glasenschläge – Rhythmus – Uhrzeit | Glasenschläge – Rhythmus – Uhrzeit | Glasenschläge – Rhythmus – Uhrzeit |
| Wache                                                    | Crew | 8                                  | 1                                  | 2                                  | 3                                  | 4                                  | 5                                  | 6                                  | 7                                  | 8                                  |
| Wache                                                    | Crew | •• •• •• ••                        | •                                  | ••                                 | •• •                               | •• ••                              | •• •• •                            | •• •• ••                           | •• •• •• •                         | •• •• •• ••                        |
| -------------------------------------------------------- | ---- | ---------------------------------- | ---------------------------------- | ---------------------------------- | ---------------------------------- | ---------------------------------- | ---------------------------------- | ---------------------------------- | ---------------------------------- | ---------------------------------- |
| 1. Tagwache (04:00 bis 08:00) Morgenwache                | 1    | 04:00                              | 04:30                              | 05:00                              | 05:30                              | 06:00                              | 06:30                              | 07:00                              | 07:30                              | 08:00                              |
| 2. Tagwache (08:00 bis 12:00) Vormittagswache            | 2    | 08:00                              | 08:30                              | 09:00                              | 09:30                              | 10:00                              | 10:30                              | 11:00                              | 11:30                              | 12:00                              |
| 3. Tagwache (12:00 bis 16:00) Nachmittagswache           | 3    | 12:00                              | 12:30                              | 13:00                              | 13:30                              | 14:00                              | 14:30                              | 15:00                              | 15:30                              | 16:00                              |
| 4. Tagwache (16:00 bis 20:00) Plattfuß- oder Rattenwache | 1    | 16:00                              | 16:30                              | 17:00                              | 17:30                              | 18:00                              | 18:30                              | 19:00                              | 19:30                              | 20:00                              |
| 1. Nachtwache (20:00 bis 24:00) Abendwache               | 2    | 20:00                              | 20:30                              | 21:00                              | 21:30                              | 22:00                              | 22:30                              | 23:00                              | 23:30                              | 24:00                              |
| 2. Nachtwache (00:00 bis 04:00) Hundewache               | 3    | 00:00                              | 00:30                              | 01:00                              | 01:30                              | 02:00                              | 02:30                              | 03:00                              | 03:30                              | 04:00                              |